# Vektorwertige Differentialformen
Als Vektorwertige Differentialformen bezeichnet man in der Mathematik eine Verallgemeinerung des Begriffs der Differentialformen auf Funktionen, die jedem Punkt einer Mannigfaltigkeit eine vektorwertige multilineare und alternierende Abbildungen zuordnen.
Ein wichtiger Spezialfall bilden sogenannte Lie-Algebra-wertige Differentialformen, die zum Beispiel eine wichtige Anwendung in der Theorie der Zusammenhänge und Krümmung eines Hauptfaserbündels finden.
Eine Verallgemeinerung des Konzepts der vektorwertigen Differentialformen sind Vektorbündelwertige Differentialformen.

## Motivation
Im Folgenden bezeichne {\displaystyle {\mathcal {M}}} stets eine {\displaystyle d}-dimensionale glatte Mannigfaltigkeit mit oder ohne Rand.
Eine Differentialform vom Grad {\displaystyle k\in \mathbb {N} } ist eine glatte Abbildung {\displaystyle \omega }, die jedem Punkt {\displaystyle p\in {\mathcal {M}}} eine multilineare und alternierende Abbildung der Form
{\displaystyle \omega _{p}:\underbrace {T_{p}{\mathcal {M}}\times \dots \times T_{p}{\mathcal {M}}} _{k-\mathrm {mal} }\to \mathbb {R} }
zuordnet. In vielen Bereichen ist es erforderlich, dieses Konzept zu verallgemeinern. Sei {\displaystyle V}eine endlich-dimensional reeller Vektorraum. Dann bezeichnet man eine glatte Abbildung {\displaystyle \omega }, die jedem Punkt {\displaystyle p\in {\mathcal {M}}} eine multilineare und alternierende Abbildung der Form
{\displaystyle \omega _{p}:\underbrace {T_{p}{\mathcal {M}}\times \dots \times T_{p}{\mathcal {M}}} _{k-\mathrm {mal} }\to V}
zuordnet, als „{\displaystyle V}-wertige Differentialform vom Grad {\displaystyle k}“.

## Definition
Um das oben beschriebene Konzept präziser zu definieren, muss zuvor geklärt werde, was es bedeutet für eine derartige Abbildung „glatt“ zu sein. Man definiert hierzu die Menge
{\displaystyle L_{\mathrm {alt} }^{k}(T{\mathcal {M}},V):=\coprod _{p\in {\mathcal {M}}}L_{\mathrm {alt} }^{k}(T_{p}{\mathcal {M}},V)}
wobei {\displaystyle L_{\mathrm {alt} }^{k}(T_{p}{\mathcal {M}},V)} die Menge aller multilinearen und alternierenden Abbildungen von {\displaystyle k} Kopien des Tangentialraums {\displaystyle T_{p}{\mathcal {M}}} zum Vektorraum {\displaystyle V} bezeichnen. Es lässt sich zeigen, dass diese Menge eine eindeutig bestimmte glatte Struktur besitzt, sodass {\displaystyle L_{\mathrm {alt} }^{k}(T{\mathcal {M}},V)} zusammen mit der Projektion ein glattes Vektorbündel bildet (sie zum Beispiel Glatter Funktor). Eine {\displaystyle V}-wertige Differentialform vom Grad {\displaystyle k} ist dann gerade ein glatter Schnitt in diesem Bündel. Ähnlich wie im Falle reeller Differentialformen, ist es allerdings üblich eine etwas abstraktere Definition zu wählen. Hierfür beobachtet man, dass das Vektorbündel {\displaystyle L_{\mathrm {alt} }^{k}(T{\mathcal {M}},V)} isomorph zum Tensorprodukt der {\displaystyle k}-äußeren Potenz des Kotangentialbündels mit dem trivialen Vektorbündel {\displaystyle {\mathcal {M}}\times V} ist:
{\displaystyle L_{\mathrm {alt} }^{k}(T{\mathcal {M}},V)\cong {\bigwedge }^{k}T^{\ast }{\mathcal {M}}\otimes ({\mathcal {M}}\times V)}
Das Bündel auf der rechten Seite ist also das Vektorbündel
{\displaystyle {\bigwedge }^{k}T^{\ast }{\mathcal {M}}\otimes ({\mathcal {M}}\times V)=\coprod _{p\in {\mathcal {M}}}{\bigwedge }^{k}T_{p}^{\ast }{\mathcal {M}}\otimes V}
wobei die Definition der {\displaystyle k}-ten äußeren Potenz {\displaystyle {\bigwedge }^{k}T_{p}^{\ast }{\mathcal {M}}} im Artikel Graßmann-Algebra erklärt wird.
Man bezeichnet einen glatten Schnitt in diesem Bündel als „{\displaystyle V}-wertige Differentialform vom Grad {\displaystyle k}“. Die Menge aller derartigen Funktionen wird mit
{\displaystyle \Omega ^{k}({\mathcal {M}},V):=\Gamma ({\bigwedge }^{k}T^{\ast }{\mathcal {M}}\otimes ({\mathcal {M}}\times V))}
bezeichnet. Im Falle {\displaystyle V=\mathbb {R} } erhält man die Menge aller reellen Differentialformen.
Alternativ, lassen sich {\displaystyle V}-wertige Differentialformen auch als Elemente von {\displaystyle L_{\mathrm {alt} }^{k}({\mathfrak {X}}({\mathcal {M}}),C^{\infty }({\mathcal {M}},V))} auffassen. Ist nämlich {\displaystyle \omega \in \Omega ^{k}({\mathcal {M}},V)}, dann lässt sich ein Element {\displaystyle {\widetilde {\omega }}\in L_{\mathrm {alt} }^{k}({\mathfrak {X}}({\mathcal {M}}),C^{\infty }({\mathcal {M}},V))} durch
{\displaystyle {\widetilde {\omega }}(X_{1},\dots ,X_{k})(p):=\omega _{p}(X_{1},(p),\dots ,X_{k}(p))}
für alle {\displaystyle p\in {\mathcal {M}}} und für alle {\displaystyle X_{1},\dots ,X_{k}\in {\mathfrak {X}}({\mathcal {M}})} definieren. Die Zuordnung {\displaystyle \omega \mapsto {\widetilde {\omega }}} ist bijektiv und definiert einen {\displaystyle C^{\infty }({\mathcal {M}})}-Modul-Isomorphismus
{\displaystyle \Omega ^{k}({\mathcal {M}},V)\cong L_{\mathrm {alt} }^{k}({\mathfrak {X}}({\mathcal {M}}),C^{\infty }({\mathcal {M}},V))}.
Wählt man eine Basis {\displaystyle (e_{1},\dots ,e_{n})} von {\displaystyle V}, wobei {\displaystyle n:=\mathrm {dim} _{\mathbb {R} }(V)}, dann lässt sich {\displaystyle \omega \in \Omega ^{k}({\mathcal {M}},V)} schreiben als {\displaystyle \omega =\sum _{i=1}^{n}\omega ^{i}e_{i}}, wobei {\displaystyle \omega ^{i}\in \Omega ^{k}({\mathcal {M}})}.

## Äußeres Produkt
Im Gegensatz zu reellen Differentialformen lässt sich ein äußeres Produkt nicht direkt definieren. Kombiniert man den Begriff allerdings mit bilinearen Abbildungen, so lässt sich eine ganze Klasse von Produkten für vektorwertige Differentialformen definieren. Seien hierzu {\displaystyle U,V,W} endlichdimensionale reelle Vektorräume und {\displaystyle \mu :U\times V\to W} eine bilineare Abbildung. Dann lässt sich zeigen, dass  für {\displaystyle \alpha \in \Omega ^{k}({\mathcal {M}},V)} und {\displaystyle \beta \in \Omega ^{l}({\mathcal {M}},V)} durch
{\displaystyle (\alpha \wedge _{\mu }\beta )_{p}(v_{1},\dots ,v_{k+l}):={\frac {1}{k!l!}}\sum _{\sigma \in {\mathfrak {S}}^{k+l}}\operatorname {sgn} (\sigma )\mu (\alpha _{p}(v_{\sigma (1)},\dots ,v_{\sigma (k)}),\beta _{p}(v_{\sigma (k+1)},\dots ,v_{\sigma (k+l)}))}
für all {\displaystyle p\in {\mathcal {M}}} und für alle {\displaystyle v_{1},\dots ,v_{k+l}\in T_{p}{\mathcal {M}}} ein Element von {\displaystyle \Omega ^{k+l}({\mathcal {M}},V)} definiert wird. Ein wichtiger Spezialfall dieser Konstruktion ist durch eine Algebra {\displaystyle (A,\cdot )} gegeben, wobei {\displaystyle A} einen endlich-dimensional reellen Vektorraum und {\displaystyle \cdot } das zugehörige bilineare Produkt bezeichne. Handelt es sich bei dieser Algebra um eine Lie-Algebra {\displaystyle ({\mathfrak {g}},[\cdot ,\cdot ])}, so notiert man das oben definierte Produkt üblicherweise als {\displaystyle [\alpha \wedge \beta ]}, {\displaystyle [\alpha ,\beta ]} oder {\displaystyle \alpha \wedge \beta }. Wichtig dabei ist, dass im Allgemeinen {\displaystyle [\alpha \wedge \alpha ]\neq 0}.

## Äußere Ableitung
Die äußere Ableitung lässt sich komponentenweise definieren. Sei hierzu {\displaystyle (e_{1},\dots ,e_{n})} eine Basis von {\displaystyle V}, wobei {\displaystyle n:=\mathrm {dim} _{\mathbb {R} }(V)}. Dann definiert man die äußere Ableitung für {\displaystyle \textstyle \omega =\sum _{i=1}^{n}\omega ^{i}e_{i}} durch
{\displaystyle \mathrm {d} \omega :=\sum _{i=1}^{n}(\mathrm {d} \omega ^{i})e_{i}}.
Es lässt sich leicht zeigen, dass diese Definition unabhängig von der gewählten Basis ist. Die äußere Ableitung hat die folgenden Eigenschaften:
- Sie ist {\displaystyle \mathbb {R} }-linear
- {\displaystyle d\circ d=0}
- Sind {\displaystyle U,V,W} endlichdimensionale reelle Vektorräume und {\displaystyle \mu :U\times V\to W} eine bilineare Abbildung. Dann  gilt

{\displaystyle \mathrm {d} (\alpha \wedge _{\mu }\beta )=(\mathrm {d} \alpha )\wedge _{\mu }\beta +(-1)^{\mathrm {deg} (\alpha )}\alpha \wedge _{\mu }(\mathrm {d} \beta )}.
Fasst man {\displaystyle V}-wertige Differentialformen als Elemente von {\displaystyle L_{\mathrm {alt} }^{k}({\mathfrak {X}}({\mathcal {M}}),C^{\infty }({\mathcal {M}},V))} auf, dann gilt die folgende globale und koordinatenfreie Formel für {\displaystyle \omega \in \Omega ^{k}({\mathcal {M}},V)}
{\displaystyle (\mathrm {d} \omega )(X_{0},\dots ,X_{k})=\sum _{i=0}^{k}(-1)^{i+1}X_{i}(\omega (X_{0},\dots ,{\hat {X}}_{i},\dots ,X_{k+1}))+\sum _{0\leq i<j\leq k}(-1)^{i+j}\omega ([X_{i},X_{j}],X_{0},\dots ,{\hat {X}}_{i},\dots ,{\hat {X}}_{j},\dots ,X_{k+1})}
für alle {\displaystyle X_{0},\dots ,X_{k}\in {\mathfrak {X}}({\mathcal {M}})}. Hierbei bezeichnet {\displaystyle X(f):=\mathrm {d} f(X)} für eine Funktion {\displaystyle f\in C^{\infty }({\mathcal {M}},V)}.

## Beispiele
- Die Maurer-Cartan-Form einer Lie-Gruppe {\displaystyle G} ist eine {\displaystyle {\mathfrak {g}}}-wertige {\displaystyle 1}-form auf {\displaystyle G}.
- Der Zusammenhang eines Hauptfaserbündels {\displaystyle \pi :P\to {\mathcal {M}}} mit Strukturgruppe {\displaystyle G} ist eine {\displaystyle {\mathfrak {g}}}-wertige {\displaystyle 1}-form auf {\displaystyle P}. Die zugehörige Krümmung ist eine  {\displaystyle {\mathfrak {g}}}-wertige {\displaystyle 2}-form auf {\displaystyle P}. Dies findet zum Beispiel Anwendung in der Eichtheorie (siehe zum Beispiel den Artikel Yang-Mills-Theorie).